# المؤتمر الوطني لنساء الجوار
المؤتمر الوطني لنساء الجوار هو مجموعه دعم للمنظمات النسائية الشعبية وقاده المجتمعات المحلية المشاركة في توفير الأصوات للفقراء والنساء من الطبقة العاملة.

## التاريخ
في 1969 يناير/كانون الثاني انتقلت بيترسون إلى مدينه نيويورك والتحقت بجمعيه بلوك ستريت كونسيليا، التي تالفت من العديد من النساء المحليات من احيائي ويليامزبرغ وجرينبوينت في بروكلين. كما تطوعت بيتر في مؤتمر المساواة العرقية في هارلم. وشاركت أيضا في المنظمات المناهضة للفقر والنسوية. ان نشاطها وتجاربها التي تعيش في بروكلين ألهمتها لاستكشاف الفرص المتاحة لإنشاء منظمه مجتمعيه متعددة الأعراق والأجناس للمساعدة علي تحسين الحي الفقير والطبقة العاملة الذي تعيش فيه. في 1973 التقي بيترسون النشطاء الشعبيين الآخرين والنساء المهنية في حدث برعاية المركز الوطني للشؤون العرقية الحضرية. وقد إنشات هذه المجموعة، إلى جانب بيترسون، مؤتمرا وطنيا للنساء من الطبقة العاملة، استضافته في واشنطن في ال1974. بعد مرور عام، في مؤتمرهم الثاني، تم تشكيل «الاتحاد الوطني الأول من ذوي الياقات الزرقاء، نساء الجوار».
وقد سعت المجموعة، التي تقع في 145 سكيل مان في بروكلين، إلى إعطاء صوت للنساء الفقيرات والعاملات، وتشجيعهن علي ان يصبحن قاده مجتمعيين.وشملت شواغلهم الرئيسية المعلنة تحسين ادوار القيادة المجتمعية للمراه، وأتاحه امكانيه الحصول علي الرعاية النهارية بأسعار معقولة، وبرامج الكليات القائمة علي الاحياء للطالبات العائدات، والدعوة إلى مشروع القانون المتعلق بربات البيوت المشردات، والعمل نحو احياء حي، والقضاء علي الاحمرار، وإنشاء مراكز كبار السن، وإنشاء ملاجئ للنساء المعنفات، ودعم مقاطعه جي بي ستيفنز، ودعم العمل الإيجابي للمراه.
وكان برنامج NCNW الأول هو مشروع التعليم العالي القائم علي المجتمع المحلي، والذي بدا في 1975. وعملت المنظمة مع كليه امباير ستيت وكليات المجتمع المحلي وساعدت في تصميم دورات للنساء البالغات، نشطه داخل مجتمعاتهن المحلية، سعيا إلى ان يصبحن قائدات أفضل من خلال المعرفة وتحسين المهارات.البرنامج الذي عمل مع برنامج التوظيف الأول لشركه NCNW ، مشروع الأبواب المفتوحة، التي وفرت للنساء المشاركات خبره في التلمذة المهنية مع المنظمات المجتمعية في مدينه نيويورك.

## 1980
في 1980s بدات المنظمة دورات تعليم الكبار قبل الكلية في الرياضيات، محو الاميه, ESL, و GED التدريب. وفي 1986 ، افتتحت الجامعة برنامجا للتعليم البديل، قبل التوظيف، وتدريبا علي القيادة للشباب يسمي «أنت يمكن» مدرسه المجتمع. وخلال هذه الفترة، شكلت الوحدة أيضا برنامج تدريب ودعم القيادة.وقدم البرنامج حلقات عمل ودورات تدريبيه في المؤتمرات الاقليميه والوطنية، وضم المنظمات المنتسبة من الولايات المتحدة للمشاركة. وشكلت حلقات العمل هذه مجموعات دعم سمحت لنساء الجوار، علي الصعيد الوطني، بان يصبحن علي وعي بالنضال الطبقي، والعنصرية، والتحيز العنصري، وأثار هذه القضايا علي تمكين قاده المجتمعات المحلية. وفي منتصف الثمانينات، خضعت المنظمة لعمليه أعاده هيكله، وسعت نطاق برنامجها الوطني. وشارك المجلس في تاسيس المؤتمر الدولي للمراه الذي ترعاه الأمم المتحدة والذي عقد لأول مره في نيروبي في ال 1985. وفي 1986 ، شكلت النساء الحيات في ويليامزبرغ/غرين بوينت (NWWG) لأداره البرامج المحلية، مما أتاح للمجلس الوطني للمراه ان يقدم التدريب والبرمجة علي الصعيد الوطني. خلال هذا الوقت، توسعت NCNW إلى الابالاتيا، وشمال غرب المحيط الهادي، وبورتوريكو ، والمجتمعات الامريكيه الاصليه.
وفي ال1985 ، حضر ممثلون عن المركز مؤتمر الأمم المتحدة العالمي الثالث الذي ركز علي المراه في كينيا. ومع الاحاطه علما بعدم مشاركه الفقراء والنساء من الطبقة العاملة في كينيا، عملت الهيئة مع منظمات دوليه نسائية أخرى في القاعدة الشعبية وشكلت المنظمة الدولية للمنظمات الشعبية العاملة معا في التاخي. في 1986 ، بدات NCNW التبرع بمحفوظاتها إلى مجموعه صوفيا سميث في كليه سميث.

## حاليا
بعد التشكيل من غروتس، أصبح تمثيل NCNW في أمريكا الشمالية للتنظيم. وبدات أيضا في أقامه شراكات مع لجنه هوايرو. وفي التسعينات، اكتسبت المنظمة مركزا استشاريا لدي الأمم المتحدة، وفتحت مكتبا في المقر.
ولا يزال فريق دعم القيادة هو البرنامج الأساسي للمنظمات، حيث يقدم الدعم الوطني للنساء لتبادل الخبرات والمهارات مع نظرائهن. ولخصت مارثا اكسيلبرغ هدف العمل الذي تقوم به الشركة لتوحيد النساء عبر الاختلافات في العمل لتامين الوظائف اللائقة والأجور والسكن وأساسيات الحياة الأخرى لجميع الناس.